# Albuca albucoides
Albuca albucoides är en sparrisväxtart som först beskrevs av William Aiton, och fick sitt nu gällande namn av John Charles Manning och Peter Goldblatt. Albuca albucoides ingår i släktet Albuca och familjen sparrisväxter. Inga underarter finns listade i Catalogue of Life.